# Jefim Golyscheff
 (juin 2021).
Jefim Golyscheff (en russe : Ефи́м Го́лышев, Iefim Golychev) né le 20 septembre 1897 à Kherson (Empire russe, aujourd'hui en Ukraine) et mort le 25 septembre 1970 à Neuilly-sur-Seine, est un peintre et compositeur.

## Biographie
En 1909, Jefim (ou Jef) Golyscheff quitte l'Ukraine pour Berlin, où il poursuit des études de musique et de peinture. Son père est un ami de Vassili Kandinsky. Il fréquente la classe de composition et de théorie musicale de Ferrucio Busoni qui encourage ses recherches.
En 1911, il entreprend un tour de monde, au cours duquel il dira avoir assisté à la cérémonie du couronnement à New Delhi, à la guerre de Tripoli et à la révolution chinoise à Canton.
En 1914, il compose un trio et un quatuor pour cordes suivant une technique dodécaphonique. Ces deux œuvres sont saluées par Arnold Schoenberg. Appliquant à la peinture les mêmes techniques musicales explorées, il réalise des tableaux géométriques abstraits. Paradoxalement, Jefim Golyscheff ne se sent aucune affinité avec les dadaïstes. Cependant, il rejoint le "Novembergruppe" de Berlin, et avec le peintre expressionniste Emil Nolde, il publie un manifeste demandant la dissolution des académies et la liberté totale du dessin dans les arts plastiques (novembre 1918).
De même, il accepte de participer à la soirée Dada du 30 avril 1919, à l'invitation de Raoul Hausmann et Richard Huelsenbeck, où il fait jouer son « Antisymphonie » (en trois parties : l’injonction provocante, la cavité buccale chaotique et le super Fa pliable), par une jeune fille vêtue de blanc manipulant des crécelles et tapant sur des couvercles de casseroles, lui-même étant au piano. À cette même soirée, Jefim golyscheff présente une œuvre plastique faite de jouets d’enfant, de divers déchets et d'un collage dense composé de coupures de presse. Hausmann : « Il apporta des choses que l’on avait jamais vue auparavant : des boîtes de conserve, des petits flacons, des bouts de bois, des peluches, des touffes de cheveux ; un invraisemblable spectacle optique ; avant cela il n’y avait jamais eu une telle représentation. »
Bien qu'étant signataire du manifeste Qu'est-ce que veut Dada et que veut-il en Allemagne ?, il prend ses distances avec le mouvement dès 1922. Il se rapproche de Walter Gropius, fondateur du Bauhaus, continue de peindre et compose des musiques pour le cinéma.
En 1933, à la veille d’une vaste rétrospective de ses œuvres réalisées depuis 1918, les nazis saisissent et détruisent près de deux cents tableaux. Seules deux aquarelles dont L P’érioum, de 1918, échappent à la destruction. Jefim Golyscheff quitte aussitôt l’Allemagne et s’installe à Barcelone.
En 1938, il fuit Barcelone, bombardée par l'armée de Franco, laissant derrière lui les tableaux réalisés depuis son arrivée en Espagne. Il se réfugie en France, où on l’interne dans les camps d’Argelès (Pyrénées-Orientales) puis de Gurs (Basses-Pyrénées).
En 1956, il émigre à São Paulo, au Brésil, et réalise des tableaux "alchimiques" (selon Raoul Hausmann).
De retour en France dans les années 1960, Jefim Golyscheff côtoie les artistes d'avant-garde.